# Anno 2070
Az Anno 2070 városépítő és gazdasági szimulációs játék valós idejű stratégiai játék elemekkel, az Anno-sorozat 5. tagja. 2011. november 17-én jelent meg a Related Designs és a Ubisoft Blue Byte közös fejlesztése alatt, a Ubisoft kiadásában. 2012 októberében jelent meg a játék kiegészítése Deep Ocean címen.

## Cselekmény
Az események 2070-ben játszódnak. A globális felmelegedés felolvasztotta a sarki jégsapkákat, ami megemelte a tengerszintet, így a partokat elárasztotta a víz. Emiatt számos régi település került az óceán mélyére, és a korábbi hegyvidékek új szigetláncolatokká váltak. Az új körülmények között való letelepedés felelőssége egy csapat kiválasztott ember kezében van, akik mozgó óceánjáró bázisokat irányítanak.
A játékban három csapat áll egymás ellenében: az Eden Initiative ("Eco-k"), a Global Trust ("Tycoon-ok") és az S.A.A.T. ("Tech-ek"). Az Eco-k környezetvédők csoportosulása, akik fenntartható városokat építenek, melyek azonban nem hatékonyak és fejlesztésük lassú. A Tycoon-ok ipari társaság, gyorsan terjeszkednek, de problémát okoz számunkra a szennyezés és a fogyatkozó természeti források. A Tech egy támogató csoport, amely elérhető a másik kettő számára, és a legújabb és legerősebb technológiák kutatásában van jelentőségük. Ez csak a játék során később érhető el, amikor megfelelő támogatásban részesültek már.